# Mario Agnes
Mario Agnes (Serino, 6 dicembre 1931 – Città del Vaticano, 9 maggio 2018) è stato un giornalista italiano.

## Biografia
Mario Agnes nacque a Serino il 6 dicembre 1931. Era fratello di Biagio, già direttore generale RAI.
Si laureò in lettere all'Università degli Studi di Napoli Federico II.
Fu docente di storia del cristianesimo presso le Università di Cassino e l'Università degli Studi di Roma "La Sapienza".
Fu presidente diocesano dell'Azione Cattolica di Avellino, delegato regionale della Campania e vicepresidente per il settore adulti per un triennio. Dal 1973 al 1980 fu presidente nazionale dell'Azione Cattolica. Succedette a Vittorio Bachelet in uno dei momenti più delicati e difficili della storia dell'Azione Cattolica, impegnata, dopo l'approvazione del nuovo statuto nel 1969, a ridefinire la propria identità e il proprio stile operativo alla luce del Concilio Vaticano II. Puntò a valorizzare la dimensione "religiosa" dell'associazione senza trascurare la sua vocazione civile e sociale - una scelta racchiusa lapidariamente
nello slogan "evangelizzazione e promozione umana" - e rinsaldando il legame con la gerarchia, in particolare con i papi: prima con Paolo VI e poi con papa Giovanni Paolo II.
Nel 1976 papa Paolo VI lo chiamò a presiedere la Nuova Editoriale Italiana, società editrice del quotidiano cattolico Avvenire.
Fu consigliere comunale di Roma come indipendente nella Democrazia Cristiana. In tale partito fece parte del collegio di sette garanti che dovevano presentare delle norme per decidere sul comportamento degli iscritti al partito appartenenti alla P2.
Il 1º settembre 1984 papa Giovanni Paolo II lo nominò direttore dell'Osservatore Romano. Con la sua direzione diede vita a un rinnovamento della redazione del giornale, accompagnato dall'introduzione di sostanziali cambiamenti nella grafica e dall'apertura crescente alle nuove tecnologie: un processo che nel 1991 portò al definitivo passaggio dalla vecchia composizione a piombo alla moderna fotocomposizione al computer.
Il 27 ottobre 2007 lasciò la direzione del giornale e andò in pensione. Gli succedette il professor Giovanni Maria Vian. Lo stesso anno papa Benedetto XVI lo nominò «direttore ad honorem».
Nel gennaio 2006 gli venne conferito il titolo di «Ambasciatore di Roma» per la sezione comunicazione.
Morì nella sua abitazione nella Città del Vaticano il 9 maggio 2018 all'età di 86 anni dopo una lunga malattia. Le esequie si tennero il 12 maggio alle ore 10 nella chiesa di Sant'Anna dei Palafrenieri nella Città del Vaticano e furono celebrate da monsignor Vincenzo Paglia. Alle ore 15 dello stesso giorno venne celebrata una seconda messa di esequie nella chiesa di San Luca a Ponte di Serino. Al termine la salma fu tumulata nel cimitero cittadino.